# دروغ گفتنت را دوست دارم
«دروغ گفتنت را دوست دارم» (به انگلیسی: Love the Way You Lie) ترانه‌ای است از رپر آمریکایی امینم و با حضور خواننده باربادوسی ریانا است که به‌عنوان دومین تک‌آهنگ از هفتمین آلبوم خود، ریکاوری قرار گرفت. این تک‌آهنگ توسط تهیه‌کننده بریتانیای آلکس دا کید تهیه و توسط اسکایلر گری نوشته شد. صداهای اضافه‌ای که روی صداهای ریانا بود توسط مکابا ریدیک اجرا شد. این ترانه هفت هفته متوالی به عنوان ترانه اول در چارت آمریکا بود.
این ترانه بهترین ترانه رپ به انتخاب نوجوانان در سال ۲۰۱۰ انتخاب شد. تا دسامبر ۲۰۱۰ این تک‌آهنگ فقط در آمریکا چهار میلیون نسخه فروش رفت و پرفروش‌ترین تک‌آهنگ بریتانیا در سال ۲۰۱۰ گشت اگرچه در چارت بریتانیا اول نشد این اتفاق از سال ۱۹۶۹ تاکنون رخ نداده بود. تا فوریه ۲۰۱۱ این ترانه ۴٫۵۸ میلیون بار فقط در آمریکا دانلود شد و ۹٫۳ میلیون بار در کل دنیا.

## چارت اجرا
در هفته ۱۰ ژوئیه ۲۰۱۰ اولین بار در چارت ظاهر شد بدین صورت که در آمریکا دوم شد و در چارت مجله بیلبورد اول شد زیرا در اولین هفته ۳۳۸٬۰۰۰ نسخه دانلود شد. این آهنگ بدون احتساب منفعت ناشی از ویدئو به رتبه اول دست یافت، که چهارمین ترانه امینم بود که به رتبه اول دست می‌یافت (قبل از آن ترانه «نترس» به رتبه یک دست یافته بود). برای ریانا این ترانه هفتمین ترانه وی از سال ۲۰۰۵ بود که به رتبه اول دست یافت. همچنین در هفته چهارم از رتبه ۱۳ به رتبه هشت در چارت ترانه‌های پاپ رسید که نهمین ترانه امینم و پانزدهمین ترانه ریانا بود که به رتبه زیر ده در چارت پاپ دست می‌یافت. این ترانه به مدت شش هفته متوالی رتبه یک بود و یک هفته رتبه یک را از دست داد اما در ۲۸ اوت ۲۰۱۰ دوباره رتبه یک را با فروش ۲۵۴٬۰۰۰ نسخه در آن هفته بدست آورد. در آخرین هفته ۲۰۷٬۰۰۰ نسخه دیجیتال فروخت. در پادشاهی متحده در ۴ ژوئیه ۲۰۱۰ با رتبه هفتم وارد چارت شد و رتبه سوم در چارت آراندبی بریتانیا. و حتی به رتبه دو در چارت تک‌آهنگ‌ها رسیدو رتبه یک در چارت آراندبی. تا پایان سال این تک‌آهنگ ۸۵۴٬۰۰۰ نسخه فروش رفت که البته بیشترین فروش نبود اما جزو پرفروش‌ترین‌ها محسوب می‌شد.
«دروغ گفتنت را دوست دارم» در استرالیا به مدت شش هفتهدر کانادا به مدت هفت هفته،  دانمارک نیز هفت هفته،  در ایرلند سه هفته نا متوالی،  نیوزلند چهار هفتهنروژ چهار هفته،  و سوئد چهار هفته،  اول بود. به علاوه این ترانه در ۲۶ چارت مختلف اول شد. این ترانه در استرالیا پنج بار گواهی پلاتین را دریافت کردو دو گواهی پلاتین در نیوزلند.
«دروغ گفتنت را دوست دارم» به سومین ترانه پرفروش در کره جنوبی با ۱٬۲۰۰٬۶۵۳ نسخه فروش بدل شد. در کانادا دومین تک‌آهنگ پرفروش سال با ۳۱۸٬۰۰۰ نسخه فروش گردید.

## اجرای زنده
امینم این ترانه را در جشنواره اکسیژن ۲۰۱۰ در ایرلند اجرا کرد و فستیوال تی در پارک در اسکاتلند. در تور آخرین دختر روی زمین که ریانا اجرا می‌کرد و ۲۱ ژوئیه ۲۰۱۰ در لس آنجلس بینندگان را با اجرای این آهنگ همراه با امینم غافلگیر کرد. همچنین این آهنگ در جوایز موزیک ویدئوی ام‌تی‌وی سال ۲۰۱۰ اجرا شد. این اجرا به عنوان بهترین اجرا رأی آورد.

## موزیک ویدئو

### تولید و انتشار
موزیک ویدئوی رسمی «دروغ گفتنت را دوست دارم» در پنج اوت ۲۰۱۰ در وو و یوتیوب قرار گرفت. در موزیک ویدئو یک زوج (که دومنیک مناگان—بازیگر نقش چارلی پیس در لاست— و مگان فاکس بازی می‌کردند) درگیر یک رابطه عشق-تنفرند. این موزیک ویدئو ۶٫۶ میلیون بازدید در ۲۴ ساعت اولش در وو (VEVO) داشت و ۱۸ میلیون بازدید در پنج روز اول. این ویدئو رکورد بازدید در طی بیست‌وچهار ساعت را شکاند. این ویدئو توسط جوزف کان کارگردانی شد؛ کسی که «بدون من»، «من تو را ساختم» و «رابطه فضایی» را ساخته‌است. تا ژوئن ۲۰۱۱ این ویدئو بیش از ۳۵۰ میلیون بازدید داشت.

### داستان
ریانا در موزیک ویدئو در جلوی یک خانه در حال سوختن است و امینم ورس‌های خود را در یک گندم زار می‌خواند در انتهای آهنگ این دو بهم می‌رسند. زوج متناوباً دعوا می‌کنند، اشیا را می‌شکنند، می‌دزدند و دوباره می‌سازند همراه با صحنه‌هایی از فلاش بک به دورانی که در روابطشان خوشحال‌تر بوده‌اند. صحنه‌های دیگر شامل دزدی یک مشروب از فروشگاه مشروب فروشی و نوشیدن آن است. در انتهای ویدئو سه شخصیت امینم، مگان فاکس و دومینیک مناگان آتش می‌گیرند.

## قسمت دوم
امینم و ریحانا ترانه دیگری با نام «روش دروغ گفتنت را دوست دارم (قسمت دوم)» (به انگلیسی: Love the Way You Lie, Part II) را ساختند که در اینجا صدای اصلی از آن ریانا بود و کل ماجرا از دید زنانه نگاه می‌شد. ریحانا در مصاحبه‌ای با ام‌تی‌وی.کام گفت که با ساختن قسمت مخالف بود زیرا احساس می‌کرد نباید «ترانه اصلی آسیب ببیند». اگرچه بعداً موافق با ساختن ترانه شده‌است. وی در آلبوم بلند نسخه پیانو را به عنوان آخرین ترانه قرار داد.

## نقدها
این ترانه نقدهای مثبتی دریافت کرد.

## جوایز و نامزدی‌ها
این ترانه به عنوان ترانه برتر رپ به انتخاب نوجوانان در سال ۲۰۱۰ انتخاب شدو در پنجاه و سومین جایزه گرمی نامزد پنج جایزه شد که شامل ضبط سال (Record of the Year)، ترانه سال (Song Of The Year) و بهترین ترکیب رپ/ترانه (Best Collaboration Rap/Sung) شد. اما جایزه‌ای کسب نکرد.
| سال  | جایزه                      | نوع                          | نتیجه    |
| ---- | -------------------------- | ---------------------------- | -------- |
| ۲۰۱۰ | جوایز برگزیده نوجوانان     | بهترین جایزه رپ/هیپ-هاپ      | برنده    |
| ۲۰۱۰ | جایزه موسیقی اروپای ام‌تی‌وی | بهترین ترانه                 | نامزدشده |
| ۲۰۱۰ | جایزه موسیقی اروپای ام‌تی‌وی | بهترین ویدئو                 | نامزدشده |
| ۲۰۱۰ | جایزه سول‌ترین              | بهترین ترانه رپ سال          | برنده    |
| ۲۰۱۰ | جایزه برگزیده مردم         | بهترین موزیک ویدئو           | برنده    |
| ۲۰۱۰ | جایزه برگزیده مردم         | بهترین ترانه                 | برنده    |
| ۲۰۱۱ | جایزه موسیقی باربادوس      | بهترین ترکیب                 | برنده    |
| ۲۰۱۱ | جایزه موسیقی ان‌آرجی        | بهترین ترانه بین‌المللی       | نامزدشده |
| ۲۰۱۱ | جایزه موسیقی ان‌آرجی        | ویدئوی سال                   | نامزدشده |
| ۲۰۱۱ | جایزه گرمی                 | ضبط سال                      | نامزدشده |
| ۲۰۱۱ | جایزه گرمی                 | ترانه سال                    | نامزدشده |
| ۲۰۱۱ | جایزه گرمی                 | بهترین رپ سال                | نامزدشده |
| ۲۰۱۱ | جایزه گرمی                 | بهترین ترکیب رپ/ترانه        | نامزدشده |
| ۲۰۱۱ | جایزه گرمی                 | بهترین موزیک ویدئوی کوتاه    | نامزدشده |
| ۲۰۱۱ | جایزه موسیقی ان‌آرجی        | ترانه بین‌المللی سال          | نامزدشده |
| ۲۰۱۱ | جایزه موسیقی ان‌آرجی        | ویدئوی سال                   | نامزدشده |
| ۲۰۱۱ | جایزه موسیقی بیلبورد       | بهترین ترانه هات ۱۰۰         | نامزدشده |
| ۲۰۱۱ | جایزه موسیقی بیلبورد       | بهترین ترانه دیجیتال         | نامزدشده |
| ۲۰۱۱ | جایزه موسیقی بیلبورد       | بهترین ترانه رادیو           | نامزدشده |
| ۲۰۱۱ | جایزه موسیقی بیلبورد       | بهترین ترانه استریم (موسیقی) | نامزدشده |
| ۲۰۱۱ | جایزه موسیقی بیلبورد       | بهترین ترانه استریم (ویدئو)  | نامزدشده |
| ۲۰۱۱ | جایزه موسیقی بیلبورد       | بهترین ترانه رپ              | برنده    |

## سازندگان ترانه
در توضیحات ترانه آمده‌است که سازندگان آن به صورت زیر بوده‌اند:
- Eminem - خوانندگی، ترکیب صدا و ترانه‌سرا
- ریانا - خوانندگی و ترانه‌سرا
- آلکس دا کید - تهیه‌کننده، ترکیب صدا و ترانه‌سرا
- مایک استرینج- ضبط و ترکیب صدا
- جو استرینح- دستیار مهندسی
- اسپایک لندزی - دستیار مهندسی
- مکبا ردیک - تهیه‌کننده صدا
- جی. براوز - گیتار

## چارت و گواهی‌ها
| چارت (۲۰۱۰)                                              | بهترین موقعیت |
| -------------------------------------------------------- | ------------- |
| استرالیا (ای‌آرآی‌ای)                                      | ۱             |
| اتریش (او۳ تاپ ۴۰ اتریش)                                 | ۱             |
| بلژیک (اولتراتاپ ۵۰ فلاندرز)                             | ۱             |
| بلژیک (اولتراتاپ ۵۰ والونی)                              | ۱             |
| کانادا (۱۰۰ تک‌آهنگ داغ کانادا)                           | ۱             |
| جمهوری چک (رادیو – تاپ ۱۰۰)                              | ۲             |
| دانمارک (ترک‌لیسن)                                        | ۱             |
| فنلاند (جدول‌های رسمی فنلاند)                             | ۱             |
| فرانسه (اس‌ان‌ئی‌پی)                                        | ۳             |
| وارد کردن فیلد شناسه ترانه برای جدول‌های آلمان الزامی است | ۱             |
| مجارستان (رادیوس تاپ ۴۰)                                 | ۱             |
| ایرلند (ایرما)                                           | ۱             |
| ایتالیا (فیمی)                                           | ۱             |
| نیوزیلند (ریکوردد میوزیک ان‌زد)                           | ۱             |
| نروژ (وی‌جی-لیستا)                                        | ۱             |
| لهستان (ZPAV)                                            | ۱             |
| رومانی (Romanian Top 100)                                | ۱             |
| روسیه (چرات دانلود)                                      | ۱             |
| اسکاتلند (اوسی‌سی)                                        | ۳             |
| اسلواکی (رادیو – ۱۰۰ آهنگ برتر)                          | ۱             |
| اسپانیا (پروموزیک)                                       | ۱             |
| سوئد (فهرست برترین‌های سوئد)                              | ۱             |
| سوئیس (شوایزر هیت‌پاراد)                                  | ۱             |
| تک‌آهنگ‌های بریتانیا (اوسی‌سی)                              | ۲             |
| آراندبی/هیپ هاپ بریتانیا (اوسی‌سی)                        | ۱             |
| بیلبورد هات ۱۰۰ ایالات متحده                             | ۱             |
| ۴۰ آهنگ برتر جریان اصلی ایالات متحده (بیلبورد)           | ۱             |
| ترانه‌های داغ آراندبی/هیپ-هاپ ایالات متحده (بیلبورد)      | ۸             |

| کشور     | گواهی‌ها   |
| -------- | --------- |
| استرالیا | ۵× پلاتین |
| بلژیک    | طلا       |
| دانمارک  | پلاتین    |
| آلمان    | پلاتین    |
| ایتالیا  | پلاتین    |
| نیوزلند  | ۲× پلاتین |
| روسیه    | پلاتین    |
| اسپانیا  | پلاتین    |
| سوئیس    | ۲× پلاتین |

| چارت (۲۰۱۰)                                           | بهترین موقعیت |
| ----------------------------------------------------- | ------------- |
| تک‌آهنگ‌های استرالیا                                    | ۱             |
| اتریش                                                 | ۵             |
| دانمارک (فهرست آهنگ‌های داغ)                           | ۷             |
| هلند                                                  | ۱۶            |
| اروپا                                                 | ۸             |
| آلمان                                                 | ۱۱            |
| چارت ایرپلی مجارستان                                  | ۳۵            |
| ایتالیا                                               | ۳             |
| تک‌آهنگ‌های پادشاهی متحده (The Official Charts Company) | ۱             |
| آمریکا (بیلبورد)                                      | ۷             |

## تاریخ انتشار
| کشور   | تاریخ       | فرمت | برچسب                                |
| ------ | ----------- | ---- | ------------------------------------ |
| آمریکا | ۸ ژوئن ۲۰۱۰ | سی‌دی | شیدی رکوردز، افترمث، انترسکوپ رکوردز |
| آلمان  | ۲۰ اوت ۲۰۱۰ | سی‌دی | شیدی رکوردز، افترمث، انترسکوپ رکوردز |